# トレー・アレーナ
トレー・アレーナ（3Arena）はスウェーデン・ストックホルムのグローベンに隣接する多目的スタジアム。

## 概要
テレツー・アリーナはスウェーデンではソルナにあるストロベリー・アレーナに次いで2番目の開閉式多目的スタジアムとして建設された。アメリカ・ロサンゼルスに本社を置くAEGが運営を担当。命名権はTele2が取得。サッカーの国際親善試合の際は3万人。コンサートとしても最大4万人収容可能である。

## アクセス
- 地下鉄
  - ストックホルム地下鉄 T19グローナ線グローベン駅またはグルマースプラン駅

- ライトレール
  - Tvärbanan 30番線グルマースプラン駅